# 希科里鎮區 (明尼蘇達州彭寧頓縣)
希科里鎮區（英語：Hickory Township）是位於美國明尼蘇達州彭寧頓縣的一個行政鎮區。

## 地方資料
希科里鎮區的面積為90.93平方千米，皆為陸地。根據2020年美國人口普查的數據，當地共有人口69人，而人口密度為每平方千米0.76人。